# کوین داس نئوس
کوین داس نئوس (انگلیسی: Kévin das Neves؛ زادهٔ ۸ may ۱۹۸۶ (۳۸ سال)) بازیکن فوتبال اهل فرانسه است.
از باشگاه‌هایی که در آن بازی کرده‌است می‌توان به باشگاه فوتبال نانت اشاره کرد.
وی همچنین در تیم ملی فوتبال زیر ۲۱ سال فرانسه بازی کرده‌است.